# Kuan
Le kuan est une langue môn-khmer parlée en Chine. Ses locuteurs sont au nombre de  1 000 (1991) et habitent la préfecture autonome dai de Xishuangbanna dans la province du Yunnan.